# Nybøl Nor
Nybøl Nor är en vik i Danmark. Den ligger i Region Syddanmark, i den södra delen av landet och har anslut till Flensburgfjorden.